# Adrian Dingle
John Adrian Darley Dingle (né le 4 février 1911 à Barmouth, au pays de Galles, et mort à Toronto, au Canada, le 22 décembre 1974) est un auteur de bande dessinée et peintre canadien. Peintre extrêmement prolifique qui réalisait jusqu'à 200 tableaux par an, il appartint à l'Académie royale des arts du Canada et aux principales sociétés artistiques de sa région. On trouve ses tableaux, entre autres, dans les collections du musée des beaux-arts du Canada.
Dingle est également l'un des auteurs les plus importants de la période des Canadian Whites (en), nom donnés aux comic books canadiens publiés durant la Seconde Guerre mondiale, lorsque l'importation de revues américaines était interdite. Il est aujourd'hui surtout connu comme créateur en 1941 dans ce cadre de l'une des premières super-héroïnes, Nelvana of the Northern Lights.

## Biographie
Né dans le village gallois de Barmouth en février 1911, Adrian Dingles émigre trois ans plus tard au Canada avec ses parents qui s'installent à Oakville, en banlieue de Toronto. Alors qu'il est destiné à travailler dans les assurances, il quitte son travail de d'employé à 19 ans pour étudier et pratique l'art, suivant notamment les cours de John William Beatty (en) à l'école d'été de l'Ontario College of Art en 1931. Durant les années 1930, il travaille comme illustrateur tout en cherchant à percer dans les beaux-arts. Il s'expatrie à Londres entre 1935 et 1937, suivant les cours de James Bateman et John Mansbridge parallèlement à ses travaux alimentaires. Plusieurs portraits qu'ils réalisent alors sont exposés et lorsqu'il revient au Canada, il expose régulièrement dans le cadre de l'Ontario Society of Artists (en).
En 1941, quelques mois après l'interdiction de l'importation de magazines américains, jugés non indispensable en temps de guerre, il fonde avec des amis Hillborough Studios (en) en vue d'occuper le marché des comic books maintenant déserté. Dans leur première publication, Triumph-Adventure Comics (en) (daté d'août 1941), il crée la super-héroïne Nelvana of the Northern Lights (en). Début 1942, Hillborough est absorbé par Bell Features (en) dont Dingle, tout en poursuivant Nelvana et en créant quelques nouvelles séries, devient directeur artistique de Bell, ce qui le conduit à réaliser de nombreuses couvertures. Durant toutes ces périodes, Dingle continue à travailler comme illustrateur pour le Standard ou le Star Weekly (en).
En 1947, Bell cesse ses activités dans la bande dessinée et vend Nelvana à F.E. Howard Productions, peu avant que l'effondrement de l'industrie  canadienne du comic book ne conduise à l'arrêt définitif de la série. Dingle, qui s'est établi à Mississauga, se consacre alors à l'illustration de magazines et d'ouvrages et à la peinture à l'huile. En 1952, il se marie avec Patricia, avec laquelle il a trois fils, John, Christopher et Brian. Dans les premières années de ce mariage, il enseigne l'art parallèlement à sa carrière artistique, mais rapidement, les revenus issus de l'illustration et de la peinture suffisent à assurer l'entretien de sa famille. Il peignit surtout des paysages et des marines.
En 1971, Michael Hirsh et Patrick Loubert, qui avaient initié un mouvement de redécouverte des comic books canadiens de la Seconde Guerre mondiale, appellent Nelvana leur société de production multimédia qui devient la plus importante du pays. Adrian Dingle meurt du cancer au Wellesley Hospital de Toronto en 1974.
En 2005, il fait partie des six premiers auteurs introduits au temple de la renommée de la bande dessinée canadienne des grands auteurs de bande dessinée canadiens.